# Peggy Wood

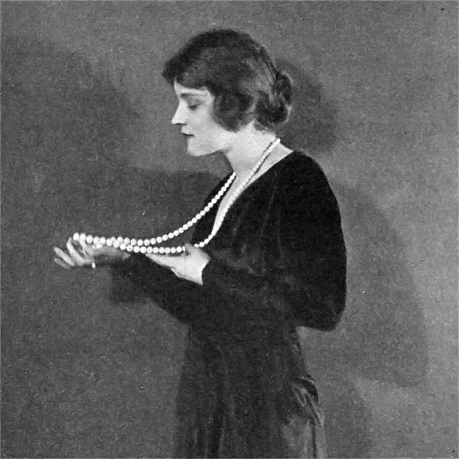
Peggy Wood

Peggy Wood (Brooklyn (New York), 9 februari 1892 – Stamford (Connecticut), 18 maart 1978), geboren als Mary Margaret Wood, was een Amerikaans actrice.
Ze werd in Brooklyn, New York geboren. Ze speelde 50 jaar theater. Ze begon in een koor en werd bekend als Broadway-zangeres en -ster. In de jaren 20 en 30 speelde ze grote rollen in musicals in Londen en New York. Door haar theaterwerk speelde ze in niet zoveel films mee, maar ze had wel af en toe een kleine rol. Zij kreeg zanglessen van Emma Calvé.
Van 1949 tot 1957 speelde ze matriarch Marta Hansen ("Mama") in de populaire CBS-televisieserie Mama, gebaseerd op de film I Remember Mama. Toen de serie stopte kwam er zoveel protest dat de CBS het programma op zondagmiddag terug uitzond, er werden nog 26 episodes gemaakt.
Haar laatste grote rol was die van moeder-overste in de film The Sound of Music uit 1965 waarvoor ze een Oscarnominatie kreeg. Wood zong niet zelf in de film maar werd gedubd door Margery McKay.
In 1969 voegde ze bij de cast van soapserie One Life to Live als dokter Kate Nolan en had ze een kleine rol tot het einde van dat jaar.
Ze ontving verschillende prijzen voor haar theaterwerk en was een tijd lang voorzitster van de American National Theatre and Academy.
Ze trouwde twee keer en werd twee keer weduwe. Haar eerste man, dichter/schrijver John V. A. Weaver, stierf op 44-jarige leeftijd aan tuberculose en haar tweede man, William Walling, stierf in 1973 na 32 jaar huwelijk. Wood zelf stierf in 1978 aan een hersenbloeding.